# さんいんNEWS645
『さんいんNEWS645』（さんいんニュースろくよんご）は、土曜・日曜および祝日の夕方に島根県と鳥取県（山陰地方）のNHK総合テレビジョンで放送されている『NHKニュース』のローカルニュースである。制作は原則、土曜はNHK松江放送局が、日曜はNHK鳥取放送局が、祝日は両局が輪番で担当する。ただし、土日の制作当番は逆転することがある。

## 概要
2021年度まで『ニュースちゅうごく645』（広島局制作）のタイトルで中国地方ブロックニュースとして放送されていたが、2022年度より不定期放送へ移行したことに伴い、山陰地方の民放各局同様に山陰地方（島根県・鳥取県）ローカルニュースとして開始。テロップは両局で鳥取局のそれをアレンジしたものを使用する（左が松江局の水色、右が鳥取局の緑色）。
2022年2月26日・2月27日・3月5日・3月6日には、パイロット版で県域ニュースが放送された。当時のロゴは『しまねっとNEWS610』をベースとしたもので、制作当番も土曜：松江・日曜：鳥取と固定で、テロップは各局別だった。

## 放送時間
- 土曜・日曜、祝日 18:45 - 19:00（JST）

## 放送内容
- 山陰地方のニュース・スポーツ[1]
- 全国の気象情報（東京発）
- 山陰地方の気象情報・お知らせ